# Raggeana
Raggeana is een geslacht van rechtvleugeligen uit de familie sabelsprinkhanen (Tettigoniidae). De wetenschappelijke naam van dit geslacht is voor het eerst geldig gepubliceerd in 1971 door Pener, Broza & Ayal.

## Soorten
Het geslacht Raggeana  is monotypisch en omvat slechts de volgende soort:
- Raggeana bodenheimeri (Uvarov, 1927)